# موندو مدیا
موندو مدیا (انگلیسی: Mondo Media) یک شرکت چند رسانه‌ای آمریکایی است که عمدتاً انیمیشن‌های آنلاین برای نوجوانان و جوانان تولید می‌کند. این شرکت در سال ۱۹۸۸ توسط جان اوورشید و دیردر اومالی در سانفرانسیسکو، کالیفرنیا تأسیس شد.